# Isomyia pendula
Isomyia pendula är en tvåvingeart som först beskrevs av Malloch 1928.  Isomyia pendula ingår i släktet Isomyia och familjen Rhiniidae. Inga underarter finns listade i Catalogue of Life.